# John Romilly, 1. Baron Romilly

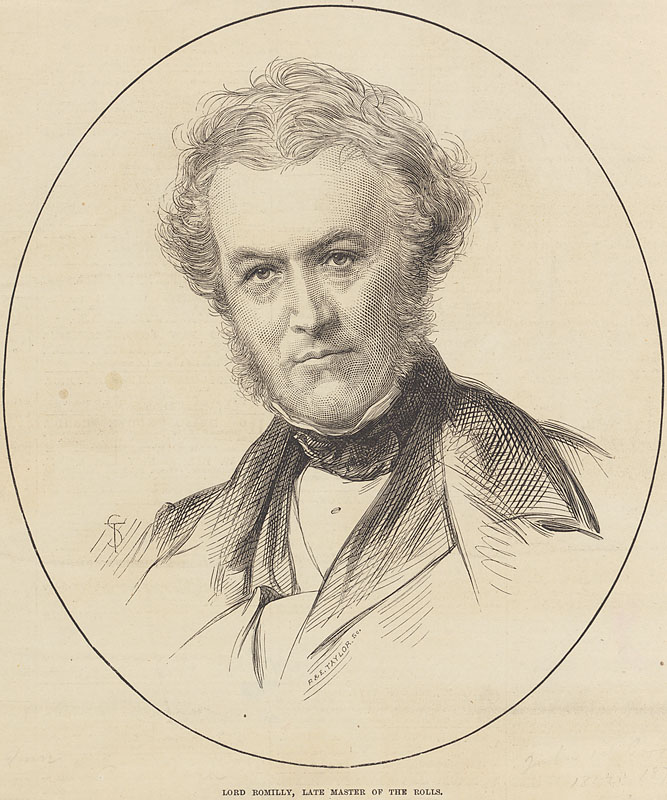
John Romilly, 1. Baron Romilly

Sir John Romilly, 1. Baron Romilly PC Kt QC (* 10. Januar 1802; † 23. Dezember 1874) war ein britischer Politiker der Liberal Party und Jurist, der mehrere Jahre lang Abgeordneter im House of Commons, Solicitor General und Attorney General war und von 1851 bis 1873 als Master of the Rolls das zweithöchste Richteramt im englischen Rechtssystem bekleidete. 1866 wurde er als Baron Romilly in den erblichen Adelsstand erhoben und gehörte damit bis zu seinem Tod Mitglied des House of Lords an.

## Leben

### Rechtsanwalt, Unterhausabgeordneter und Solcitor General
John Romilly, dessen Vater Samuel Romilly ebenfalls mehrere Jahre Unterhausabgeordneter sowie von 1806 bis 1807 ebenfalls Solicitor General war, absolvierte nach dem Schulbesuch ein Studium der Rechtswissenschaft am Trinity College der University of Cambridge und nahm nach der anwaltlichen Zulassung bei der Rechtsanwaltskammer (Inns of Court) von Gray’s Inn 1827 eine Tätigkeit als Barrister auf.
Am 10. Dezember 1832 wurde er als Kandidat der Liberal Party erstmals zum Abgeordneten in das House of Commons gewählt und vertrat dort bis zum 6. Januar 1835 den Wahlkreis Bridport. Romilly, der für seine anwaltlichen Verdienste 1843 zum Kronanwalt (Queen’s Counsel) ernannt wurde, wurde am 7. Juli 1846 im Wahlkreis Bridport abermals zum Unterhausabgeordneten gewählt, ehe er anschließend am 29. Juli 1847 im Wahlkreis Devonport zum Mitglied des House of Commons gewählt wurde und diesen Wahlkreis bis zum 7. Juli 1852 vertrat.
Während dieser Zeit war er als Nachfolger von David Dundas zwischen 1848 und seiner Ablösung durch Alexander Cockburn 1850 als Solicitor General einer der wichtigsten Rechtsberater der Regierung von Premierminister John Russell. Als solcher wurde er 1848 auch zum Knight Bachelor geschlagen und führte fortan den Namenszusatz „Sir“.

### Attorney General, Master of the Rolls und Oberhausmitglied
1850 wurde er Nachfolger von John Jervis als Generalstaatsanwalt (Attorney General) im Kabinett von John Russell und bekleidete dieses Amt bis zu seiner abermaligen Ablösung durch Alexander Cockburn 1851.
Zuletzt wurde er 1851 Nachfolger von Henry Bickersteth, 1. Baron Langdale als Master of the Rolls und damit als Vorsitzender des Zivilsenats des Court of Appeal. Er bekleidete damit 22 Jahre lang bis 1873 nach dem Lord Chief Justice of England and Wales das zweithöchste Richteramt im englischen Rechtssystem. Sein Nachfolger als Master of the Rolls wurde 1873 George Jessel. 1851 wurde er zudem Privy Counsellor.
Durch ein Letters Patent vom 3. Januar 1866 wurde er als Peer mit dem Titel Baron Romilly, of Barry in the County of Glamorgan, in den erblichen Adelsstand erhoben und gehörte damit bis zu seinem Tod dem House of Lords als Mitglied an.
1833 heiratete Romilly Caroline Charlotte Otter, eine Tochter von William Otter, der zwischen 1836 und 1840 Bischof von Chichester war. Aus dieser Ehe gingen acht Kinder hervor, darunter der älteste Sohn William Romilly, der ihm 1874 als 2. Baron Romilly folgte.
Sein jüngerer Bruder Frederick Romilly war ebenfalls politisch aktiv und vertrat von 1850 bis 1852 den Wahlkreis Canterbury als Abgeordneter im House of Commons.